# Wallace Clement Sabine
Wallace Clement Sabine (1868–1919) var en amerikansk fysiker som kan sägas ha grundat rumsakustiken och byggnadsakustiken. Han avlade examen från Ohio State University 1886 och var sedan verksam vid Harvard University. Sabine var akustikern bakom Symphony Hall, Boston som ofta anses vara en av de bästa konserthallarna i världen.
Sabines kanske viktigaste bidrag till akustiken var ett samband mellan storleken på rummet och mängden absorbenter i rummet. Han definierade därmed efterklangstiden, fortfarande det viktigaste rumsakustiska måttet, som den tid det tar för ljudet att minska 60 dB. Sabines formel är
{\displaystyle T=0.161{\frac {V}{mA}}}
där T är tid, V är rummets volym och A är absorptionsarea, allt i SI enheter.